# Maria Assumpció Albertí Vendrell
Maria Assumpció Albertí Vendrell, coneguda també com a Maria Albertí, (Barcelona, 28 d'octubre de 1866 – Màlaga, 1948) fou una mestra especialitzada en l'atenció d'alumnes sords i cecs i directora de l'escola pública elemental de nenes de Palafrugell des de 18 de març de 1890 fins al 20 d'agost de 1921. Ella mateixa patia una discapacitat visual (tenia un ull de vidre). Va dirigir l'escola elemental de nenes de Palafrugell. Va mudar-se a viure a Palafrugell l'any 1890 i el 18 d'agost de 1897 es va casar amb Miquel Grassot i Montserrat, que va ser alcalde de Palafrugell de 1918 a 1920.

## Biografia
Maria Albertí va néixer al carrer de Basea de Barcelona, filla del sastre Josep Albertí i Mon, de Castell d'Aro, i de la seva esposa, Margarida Vendrell i Masjuan, de Tossa de Mar. En la inscripció del Registre de Naixements consta el seu nom com a Maria Elisa Lluïsa, però per dades oficials del Ministeri d'Instrucció Pública sabem que es tracta de Maria Assumpció.
Va viure en un temps en el qual la desigualtat entre homes i dones era molt gran però mai es va rendir i va lluitar per la igualtat d'oportunitats educatives entre nens i nenes i la igualtat de condicions professionals entre els professors i professores.
Una d'aquestes desigualtats era la gran diferència econòmica, entre el que l'ajuntament pagava als mestres per al lloguer de l'habitatge i el que pagava a les mestres, ja que, l'assignació per a les professores era molt menor que la dels professors i no va parar de queixar-se fins que va aconseguir una total equiparació.
Va rebre el títol de batxillerat superior el 30 de juliol de 1885, després d'examinar-se el 6 de juliol anterior a Barcelona.
L'any 1902 va demanar a l'ajuntament de Palafrugell un canvi de local de la seva escola, ja que, era una escola mal ubicada amb accessos perillosos, amb una sola classe, mal ventilada i amb inadequades condicions acústiques on totes les alumnes estaven juntes. També va plantejar que les alumnes estiguessin en diferents classes segons les edats, com els models que ja s'estaven aplicant a l'estranger. Però l'ajuntament va desestimar el canvi de local i no va poder portar a terme les seves idees fins uns anys després, tot i que les recomanacions de la inspecció d'ensenyament li donaven la raó.
L'any 1907 hi començaria ha haver un petit canvi, ja que l'ajuntament va decidir impulsar la creació d'una nova escola pública de nenes i a principi de 1908, va llogar uns nous locals més amplis per a l'escola pública de nens. Tot i això, encara que l'escola era pública, les nenes havien de pagar una petita retribució per assistir-hi al contrari que els nens. Per aquesta raó el 21 d'agost de 1907, va enviar una instància a l'ajuntament on reivindicava la plena gratuïtat de l'escola de nenes que, tot i ser pública en aquells moments encara no era del tot gratuïta.
L'any 1908 va rebre juntament amb Josep Barceló i Matas el reconeixement de la Inspecció d'ensenyament, que va deixar constància en les actes de la Junta local d'ensenyament de la important tasca portada a terme per tots dos a favor de la total gratuïtat i graduació de l'escola pública.
Col·laborava al diari i setmanari palafrugellenc La Crónica, on va publicar un article de gran interès titulat Hojeada histórica sobre la educación, on va fer un repàs del fet educatiu al llarg de la història de la humanitat.
L'any 1919 va entrar a formar part de al primera junta directiva del "Fons Torres" (instituït per Josep Torres Jonama i que va tenir com a principal objectiu el foment de l'ensenyament públic de 1919 a 1924), com a representant de l'ensenyament femení a Palafrugell.
L'any 1921, el marit de Maria Albertí, Miquel Grassot, va decidir reorientar la seva vida professional fora de Catalunya i ella va deixar d'exercir la seva activitat docent a Palafrugell. El maig de 1921 l'ajuntament va acordar fer-li un vot de gràcies com a agraïment a la seva profitosa tasca pedagògica.
El matrimoni i les seves dues filles Margarida i Maria es van mudar a Algesires i després a Algèria on el seu marit va treballar vinculat al negoci surer i ella va continuar exercint l'activitat docent primer en una escola d'Algesires i després a una escola de la població malaguenya de Torrox.
Maria Albertí es va jubilar l'any 1928, quan ella era mestre a Torrox, Màlaga. Quan el matrimoni es va jubilar van decidir establir-se a Màlaga, on Maria va morir l'any 1948 d'un problema pulmonar.

## Reconeixements
Josep Pla al volum VII de l'obra completa, El meu país (1984), va reconèixer el seu paper com a professora a Palafrugell.
La Inspecció d'ensenyament, va deixar constància en les actes de la Junta local d'ensenyament de la important tasca que va portar a terme en favor de la total gratuïtat i graduació de l'escola pública.
L'1 de setembre de 2004 l'Ajuntament de Palafrugell va aprovar anomenar un carrer en el seu nom.